# Tüntetések a Broadway jegyirodánál
Koordináták: é. sz. 47,513907°, k. h. 19,049775°47.513907°N 19.049775°E
A tüntetések a Broadway jegyirodánál meghatározásaként több eseményt is magában foglaló esemény- és politikai jellegű tüntetéssorozat volt 2008 áprilisában, Budapesten. Az eseményeket két részre lehet osztani, az első 2008. április 7-én délután nagy sajtóvisszhangot kiváltó, előre be nem jelentett gyűlés volt Budapest XIII. kerületében, az újlipótvárosi Hollán Ernő utcában található Broadway jegyiroda előtt, párhuzamosan egy be nem jelentett ellentüntetéssel. Az akciót eredetileg a Bombagyár nevű közösségi blog tagjai szervezték, amire később válaszul a zsidonegyed.com és néhány magánszemély, valamint a kerület egyik fideszes politikusa ellen-megmozdulást szervezett. Az eseményeket újabb tüntetés és ellentüntetés követte 2008. április 11-én. A tüntetésen a Bombagyár mellett részt vett több nemzeti radikális szervezet, többek között a Jobbik Magyarországért Mozgalom, a Magyar Gárda és a Hatvannégy Vármegye Ifjúsági Mozgalom is. Az SZDSZ és MSZP szervezte ellentüntetésen részt vett személyesen az épp Magyarországon tartózkodó Gerhard Schröder, valamint Gyurcsány Ferenc miniszterelnök is. A demonstrációk lezajlása után a radikális oldal képviselői még több tüntetést is bejelentettek, a tüntetők egy része továbbvonult a későbbi helyszínekre. Mivel a közlekedést akadályozták a Lánchídon való átkelés során, így a rendőrség a tüntetést feloszlatta, 59 embert előállítva. Az eseményeknek nagy visszhangja volt a hazai sajtóban, és több külföldi orgánum is beszámolt róla.

## Előzmények

Lángokban a jegyiroda

2008. március 20-án egy fiatal nő szeretett volna jegyet vásárolni a Broadway jegyirodában egy nemzeti érzelmű együttes, a Hungarica koncertjére. A jegyiroda képviselőjének elmondása szerint a lányt tájékoztatták a jegy áráról, majd közölték vele, hogy kezelési költséget számolnak fel rá. A vevő kérdésére az eladó kijelentette, hogy az ominózus együttest nem ismeri. Ekkor állítólag a lány „zsidónak” nevezte a bolt alkalmazottját. Az esetet a nő teljesen eltérően mesélte el, szerinte szándékosan nem szolgálták ki, habár volt erre a rendezvényre eladó jegye az irodának. Elmondása szerint egy nő előbb „lefasisztázta”, majd egy kreol bőrű férfi a kezénél fogva kivitte a jegyirodából. A lány beírta a sérelmét a vásárlók könyvébe, azt azonban hibásan tette, hiszen nem írta alá. Esetét megírta a kuruc.info internetes portálnak is, azzal az eltéréssel, hogy itt már azt állította, hogy kitépték a kezéből a panaszkönyvet. A portál leközölte a levelet, így az eset nagy nyilvánosságot kapott. Egyes értelmezések szerint kulcsfontosságú volt azon tény, hogy a lányt magyarsága miatt nem szolgálta ki az iroda alkalmazottja (egy cigány származású férfi) az egykori zsidónegyedben. Az említett hölgyet a rendőrség kihallgatta, de mivel nem történt tettlegesség, eljárást nem indított. Az eljárás során fény derült pár szabálytalanságra is, többek között az iroda telephelyként nincs bejegyezve, és a vásárlónak adott dokumentumon szereplő bankszámlaszám sem egyezik a cégtárban feltüntetettel.

Ezután az irodára ismeretlen elkövetők április 1-jén Molotov-koktélt dobtak. A Magyarok Nyilai Nemzeti Felszabadító Hadsereg nevű csoport levélben még ugyanaznap magára vállalta az akciót, fényképet is mellékelve a lángoló irodáról. Személyi sérülés nem történt, a vagyoni kár viszont több millió forintra rúgott. A levél szerint 
A politikusokat már figyelmeztettük. A Vörös Csepel és a Broadway legyen tanulság a civil szféra számára, hogy a magyarellenességet, a hazaárulást megtoroljuk. Magyarok Nyilai Nemzeti Felszabadító Hadsereg
Az iroda a támadást követően közleményt adott ki, amelyben elítélte az esetet, a Bombagyár internetes portál viszont megköszönte a gyújtogatók tevékenységét. A történet azonban ezzel nem ért véget: az üzlet tulajdonosa néhány nappal később a nyílt utcán találkozott a nővel. Az erről szóló információ hitelessége vitatott, az Echo TV-nek nyilatkozó lány szerint az üzletvezető megfenyegette, inzultálta. Az ismert radikális jobboldali blogger, Tomcat ez után hirdette meg akcióját, felszólítva a bombagyar.hu internetes oldal közösségét, hogy együtt menjenek el az irodához és vásároljanak jegyet egy közeli Kárpátia-koncertre. Az esetről hírt adott több nemzeti radikális irányultságú portál is.

## Az első tüntetés
Polgár Tamás április 7-ére, a Jászai Mari térre hirdetett gyülekezőt, s a résztvevők a tervek szerint innen vonultak volna a jegyirodához. A felhívás azonban nagy port vert fel, több internetes oldal pogromot kezdett emlegetni, mint a várható következményt. Már a meghirdetett időpont, 16:30 előtt szóváltásba keveredtek a téren az antifasiszták és a gyülekezésre érkezettek csoportjai, mialatt Szabó György, az „antifasiszta tüntetés” fideszes főszervezője interjút adott a Bombagyár TV-nek. A kedélyek lecsillapodása után a találkozó résztvevői elindultak a Hollán Ernő utcába. Útközben még több szimpatizáns is csatlakozott hozzájuk, így a létszámuk egyes becslések szerint 100 körülire növekedett.
A Hollán Ernő utcába érve azt tapasztalták, hogy a többségben lévő antifasiszta tüntetők teljes szélességében elállták az utcát, noha a demonstrációt előzetesen a rendőrségen nem jelentették be. Beszédek és tapsok is elhangoztak antifasiszta részről. Amikor a Bombagyár által szervezett csoport megérkezett, az ellentüntetők a „Nácik, haza!” jelszót skandálva fogadták őket. A bombagyáros tüntetők „Itthon vagyunk!” mondattal válaszoltak. Tomcaték csoportosan be kívántak menni az irodába jegyet venni, a rendőrök azonban elállták az útjukat. Ekkor több tüntető és ellentüntető szóváltásba keveredett egymással, de csak szóbeli sértések hangoztak el. Tomcat pár társával együtt felment az utca egy emeleti lakásába, ahonnan jobban tudták filmezni a történteket. Ezután, mivel az ellentüntetők többszöri felszólításra sem voltak hajlandóak elhagyni a területet, a rendőrség kiszorította őket a helyszínről. A megjelentek számát a média nagyon eltérően ítélte meg. A tüntetés végeztével Tomcat és Blogin megpróbált jegyet venni a boltban, de az akkorra már bezárt. Polgár Tamás ekkor közölte csoportjának maradék tagjaival, hogy ezután az Egyenlő Bánásmód Hatóságánál és a Fogyasztóvédelmi Főfelügyelőségnél fognak egyenként feljelentést tenni, mivel diszkriminálták őket magyarságukkal, és nem kaphattak jegyet. A gyülekezés résztvevői átvonultak a Fehérlófia nevű könyvesboltba, ahol már kiszolgálták őket.

### Reakciók
- Demszky Gábor közleményben határolódott el a „villámcsődület” résztvevőitől.[21]
- Az esetről beszámolt a német Die Welt című lap is, nyilaskeresztesnek nevezve a gyűlés szervezőit. A cikkben szó esett a Magyar Gárdáról, a jobboldali radikalizmusról is.[8]
- Gyurcsány Ferenc miniszterelnök levélben kérte a parlamenti pártokat, hogy vegyenek részt az április 11-ére meghirdetett második gyűlésen, amelyen ő maga is jelen lesz.[22][23]
- Szanyi Tibor április 9-ére hirdetett sajtótájékoztatót, ahol a szerinte veszélyes helyzettel kapcsolatban kívánta kifejteni nézeteit. A terembe bejutott Tomcat is, aki a helyszínen kikérte magának a „fasisztázást, nyilasozást”, majd kérdéseket tett fel Szanyinak.[24]

## A második tüntetés
A Bombagyár április 11-én, 16 órára egy újabb bejelentés nélküli gyülekezés helyett bejelentett tüntetést hirdetett, hogy így tiltakozzon „a magyarellenes atrocitások, a magyargyűlölet, az ostoba fasisztázás és újnyilasozás ellen”. A helyszín ismét a Jászai Mari tér volt, ahonnan újra átvonultak a Broadway jegyiroda elé, tisztességes kiszolgálást követelve. A Bombagyár kezdeményezését több radikális jobboldali szervezet: a Jobbik Magyarországért Mozgalom, Magyar Gárda, Magyarok Világszövetsége budapesti szervezete, a HVIM, a Lelkiismeret '88, Magyar Önvédelmi Mozgalom, a Szent Korona Rádió és a kuruc.info is támogatta.
Erre válaszul Szabadai Viktor, SZDSZ-es képviselő, Deák Gábor, a Magyar Zsidó Kulturális Egyesület alapítója és az MSZP ellentüntetést jelentett be. A radikálisok, illetve egyes értesülések szerint az MSZP is SMS-sekkel mozgósította saját bázisát. A demonstráció napján megjelent az üzletben Sólyom László köztársasági elnök is, aki kifejezte szolidaritását a megtámadott üzlettel és a civilek által szervezett tüntetéssel kapcsolatban, és nyilatkozatában elítélte a „rasszista indíttatású erőszakot és az uszítást”, azonban magán a rendezvényen nem kívánt részt venni. Az ellentüntetésen megjelent Gyurcsány Ferenc és az éppen Magyarországon tartózkodó Gerhard Schröder német szociáldemokrata politikus, volt szövetségi kancellár is. Schröder felhívta a figyelmet arra, hogy Európában túlságosan sokszor fordult már elő, hogy szélsőjobboldaliak háborúba vittek országokat. „Én, mint német, tudom, hogy mit beszélek.” – mondta az exkancellár.

Az „antifasiszta” tüntetők egy része
Fotó: Máté Péter/Magyar Nemzet

A „magyarellenesség ellen” tüntetők egy csoportja
Fotó: Máté Péter/Magyar Nemzet

A „magyarellenesség” ellen tüntetők ismét a Jászai Mari téren, míg a „fasizmus” ellen tüntetők a Hollán Ernő utcában gyülekeztek a demonstrációk előtt. A Jászai Mari téren felszólalt egy magát zsidónak valló hölgy, beszédében párhuzamot vont a nyilasuralom és a mai kormány intézkedései között. A résztvevők ezután gyalog átvonultak a tüntetés helyszínére, a Hírszerző szerint minden más lehetséges identitású embert sértegetve. A rendőrség kordonnal választotta el a feleket, akik mindkét oldalon igen nagy számban vettek részt.
A radikális oldal és az ellenoldal is hazafias műsorral tüntetett: a radikálisok nemzeti rockkal, a másik oldal József Attila és Radnóti Miklós versekkel, miközben mintegy tízen nagy papírlapokat tartottak fel „Helló, kuruc.info” felirattal, alatta a saját nevük, telefonszámuk, alul pedig a béke szó volt olvasható. A rendőrség mindössze 3 tüntetőnek (Tomcatnek, Bloginnak és Dósa Istvánnak, a Magyar Gárda akkori országos főkapitányának) engedélyezte, hogy jegyet vásárolhasson Hungarica-koncertre a jegyirodában.

A szovjet megszállás emlékművéről lerepül a tisztelet koszorúja
Fotó: Máté Péter/Magyar Nemzet

A demonstráción megjelent Horváth Aladár, az Országos Cigány Kisebbségi Önkormányzat vezetője, aki „fasisztának, ostobának” nevezte egy szemközti szóváltás során Tomcatet. Polgár válaszul a vádakra kijelentette, hogy beperli Horváthot rágalmazásért és becsületsértésért a Btk idevonatkozó paragrafusa alapján. Ugyancsak feltűnt még a tömegben az MSZP-s Mécs Imre, akivel a Bombagyár stábja szintén szeretett volna interjút készíteni. Mécs elzárkózott a kérdések megválaszolásától, és kijelentette, hogy ő nem fél.
A sikeres jegyvásárlás egyúttal a tüntetés végét is jelentette, ugyanakkor Polgár egy újabb demonstrációt jelentett be a Kossuth térre „tiltakozni az ellen, hogy a BRFK kivételez az antifasiszta tüntetések bejelentőivel”. Egyúttal megkért mindenkit, hogy ne randalírozzon, legyenek békések, ugyanis most bebizonyosodott, hogy magyarokat is kiszolgálnak az üzletben.
Így a magyarellenesség ellen tüntetők a Kossuth térre vonultak, majd onnan a Szabadság térre – ahol még a tüntetés hivatalos megkezdése előtt a rendezvény három résztvevője bejutott a szovjet emlékművet övező kordonon belülre, ledobálták arról a virág koszorúkat, többen pedig kövekkel dobálták az emlékművet a jelenlévők nagy üdvrivalgása mellett: a tömeg az akciót „Szép volt, fiúk!” felkiáltással üdvözölte. A HunHír nevű portál tudósítása szerint Tomcat az esetet provokációnak minősítette, és elhatárolódott a koszorúdobálóktól. Ezek után Polgár híres magyarok, Jászi Oszkár, Mikszáth Kálmán és Kossuth Lajos a zsidóságot támadó gondolatait olvasta fel az egybegyűlteknek.
Majd a Roosevelt tér felé vették az irányt, ahol Tomcat bejelentette, hogy minden órában bejelent egy újabb rendezvényt, a tartalék színhely az Erzsébet híd lesz. Mire a tömeg az MTA épülete elé ért tíz mikrobusszal és hat járőrautóval megérkeztek a rendőrök is a helyszínre. Mivel a Lánchídon való átkelés közben a tüntetők akadályozták a forgalmat, a rendőrség ezen a ponton a közlekedés akadályoztatása miatt közbelépett, és teljesen körbezárták a demonstrálókat. A rendőrök a helyszín elhagyására szólították fel a tüntetőket a Lánchídon, majd a Clark Ádám téren pénteken este 8 óra után; többeket előállítottak, köztük Budaházy Györgyöt és Gonda Lászlót, a Magyar Nemzeti Bizottság 2006 ügyvivőjét is. A Lánchidat rendőrsorfal zárta el. A tüntetők a Roosevelt tér felől nyomultak fel a hídra, a rendőrök később a Clark Ádám térről a Fő utca felé szorították ki őket. Mire a tüntetők elérték volna a Fő utcát, felállt előttük egy rendőrsorfal, így nem tudták elhagyni a helyszínt. A rendőrök sorra emelték ki és vitték el a körbezárt, mintegy 200 fős csoportból az általuk gyanúsnak tartott embereket, és mindenkit igazoltatnak. A tüntetők másik csoportját nem engedték fel az Erzsébet hídra; a rendőrök igazoltatják az ott maradt, mintegy kéttucatnyi embert is. 
Körülbelül 200-250 tüntető zsúfolódott össze a Clark Ádám téren, az ő tanácstalanságuknál csak a rendőröké volt nagyobb: a rendőrség egymásnak ellentmondó parancsok miatt, a demonstrálók pedig az ellentmondó felszólítások miatt zavarodott meg. A rendőrség ugyanis fél kilenckor felszólította a tömeget, hogy a Szentendrei út felé[pontosabban?] hagyja el a teret, azonban a tüntetők rohamrendőrök sorfalába ütköztek, így senki nem tudta elhagyni a Clark Ádám teret. A zűrzavarnak Morvai Krisztina megjelenése vetett véget, aki elérte, hogy megnyissák a Fő utcát az elvonulni szándékozók előtt. Szombat reggelre minden előállítottat szabadon engedtek.
A Kossuth téri demonstrációt Tomcat azzal indokolta, hogy az ellentüntetők bejelentését két nap alatt elfogadta a rendőrség, pedig arra a rendőrségi törvény szerint három nap kell, az ő bejelentését is el kell fogadniuk. Polgárék szerint mindez mutatja a fennálló kettős mércét, hiszen míg Gyurcsányékra nem kötelezőek a Magyar Köztársaság törvényei, addig másokra igen.
Az állampolgári jogok országgyűlési biztosa május 21-ei közleményében kijelentette, hogy a BRFK diszkriminatív módon járt el, amikor a három napos határidőn belül, tehát késve bejelentett rendezvények közül – a felkészülési időre hivatkozva – egyeseket engedélyezett, másokat érdemi vizsgálat nélkül elutasított. Az ombudsman indokolatlannak tartotta a Clark Ádám téri tömeges előállításokat, lévén a demonstrálók magatartása mindvégig békés volt. Szabó Máté arra kérte az országos rendőrfőkapitányt, intézkedjen a feltárt visszásságok orvoslása és megelőzése érdekében, valamint az Alkotmánybírósághoz fordult az ügyben, hogy a gyülekezési jogról szóló törvény nem határozza meg a spontán, valamint sürgős gyülekezés szabályait.
Az AB pár napra rá, 2008. május 28-án határozatban foglalt állást a gyülekezési törvényről, melyben a rendőrséget kötelezi, hogy a jövőben a békés tüntetéseket nem oszlathatják fel. Azt is megállapította, hogy önmagában a késlekedés nem indok a feloszlatásra.

### Reakciók
- Ellenzéki oldalról az MDF elnöke, Dávid Ibolya és az első demonstráció szervezője, a fideszes Szabó György nyilatkozott. Dávid szerint Gyurcsány jelenléte nemkívánatos, és ahelyett, hogy tüntetéseket szervez, inkább a rendőrséget kellene megszerveznie. Szabó György szintén nem értett egyet a miniszterelnök jelenlétével, szavai szerint a gyűlölet lángját szítják, amikor magamutogató módon felvonul az Újlipótvárosban.[46]
- A 168 Óra a náci kristályéjszaka reprízének nevezte az eseményeket.[47]
- Polgár Tamás a rendezvényt sikernek könyvelte el, szavai szerint a magyarok győztek a magyarellenesek ellen.
- Az orosz média nagy terjedelemben számolt be arról, hogy a budapesti Szabadság-téren álló szovjet emlékmű környékén lévő koszorúkat és virágokat a „fasiszták és neonácik” szétdobálták és szétrugdosták.[48]
- A magyar média rendkívül nagy terjedelemben foglalkozott az üggyel, szinte valamennyi nagy hírportál és újság oldalán vezető hír volt. Így tett az Index, Hírszerző, Origo, Stop.hu, a Magyar Nemzet, Népszabadság, és további híroldalak is.
- Az első ellentüntetés főszervezőjének, Szabó Györgynek az elérhetőségeit közzétette a kuruc.info, aki a demonstrációk lezárulta után halálos fenyegetést kapott, ezért el kellett költöznie otthonából családjával együtt.[49]
- A Magyar Világ főszerkesztője, Lakatos Pál Polgárt a tüntetéssorozat lezárulta után „ügynöknek” nevezte azt állítva, hogy zsidó származású, és kapcsolatban áll a rendőrséggel, az MSZP-vel és Izraellel. Tomcat helyreigazítási kérelmet adott be ezután, és mivel állítása szerint ez nem történt meg, így a bírósághoz fordult keresetével.[50]
- A The New York Times online kiadásának 2008. május 7-i cikkében több ízben is neonácinak nevezi a tüntetőket.[51] A cikket egy nappal később átvette az International Herald Tribune is.[52]
- Deutsch Tamás a Heti Válaszban egy interjúban a Hollán Ernő utcában tüntetőket „újfasiszta mocskoknak” titulálta, amiért Tomcat feljelentette őt. Az elsőfokú ítélet szerint Deutsch a szóösszetételt csak általánosságban használta, illetve véleményét fejezte ki,[53] amit Tomcatnek, mint közszereplőnek el kell viselnie. Az ítélet ellen a blogger fellebbezett.[54]